# Serianthes calycina
Serianthes calycina é uma espécie vegetal da família Fabaceae.
Apenas pode ser encontrada na Nova Caledónia.
Está ameaçada por perda de habitat.